# Kościół św. Wojciecha w Nowodworze
Kościół Świętego Wojciecha – rzymskokatolicki kościół parafialny należący do dekanatu Ryki diecezji siedleckiej.

## Historia
Poprzedni kościół był drewniany i został wzniesiony w 1921 roku. W tym samym roku została reaktywowana parafia. Obecna murowana świątynia została zbudowana w latach 1991-1997, dzięki staraniom księdza Michała Śliwowskiego. Poświęcona w 1997 roku dla uczczenia tysiąclecia męczeństwa świętego Wojciecha, patrona parafii. 

## Architektura
Jest to budowla trzynawowa i posiada wieżę z przodu. Na elewacji frontowej jest umieszczona płaskorzeźba świętego Wojciecha.

## Galeria

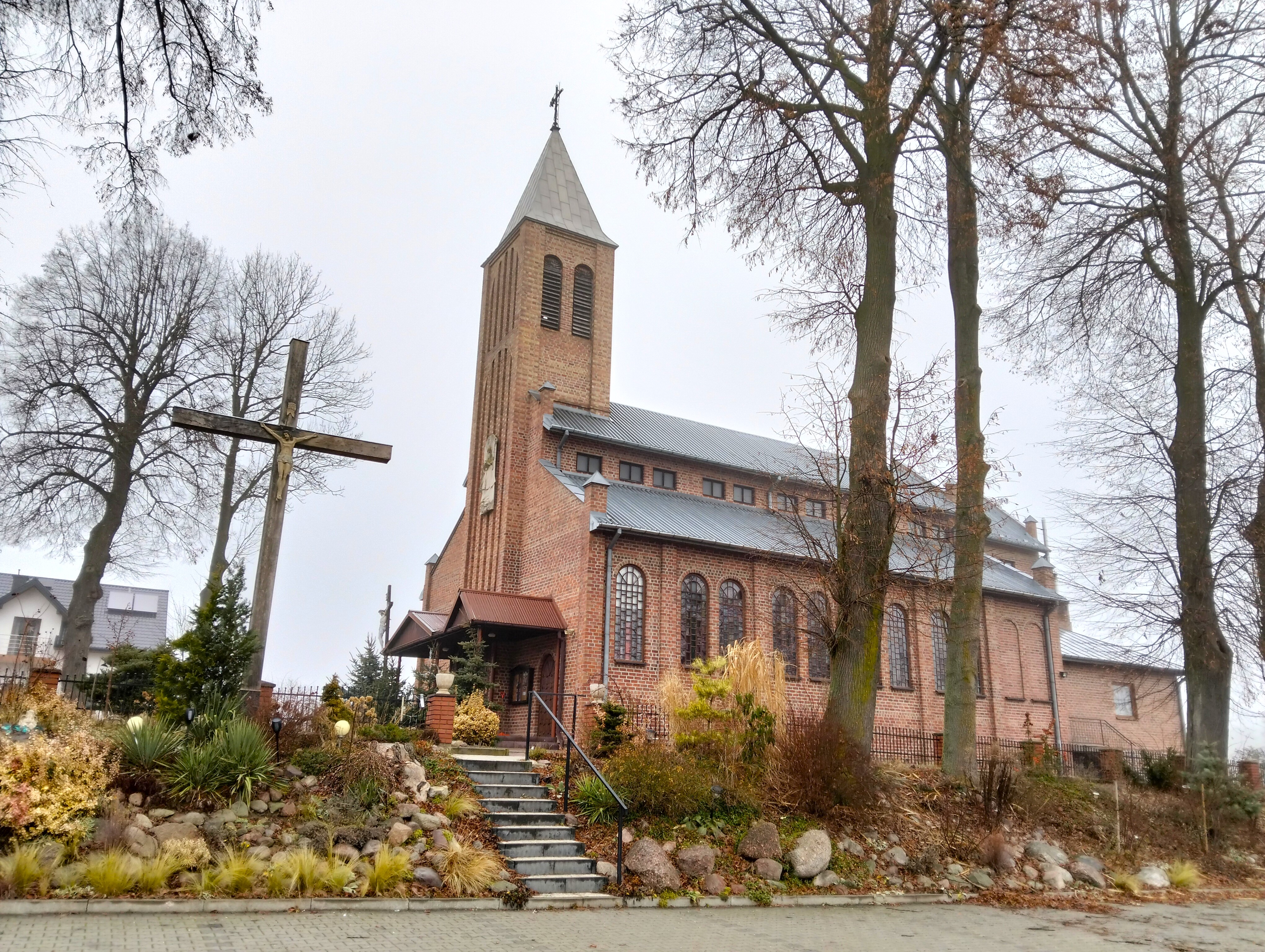
Elewacja boczna
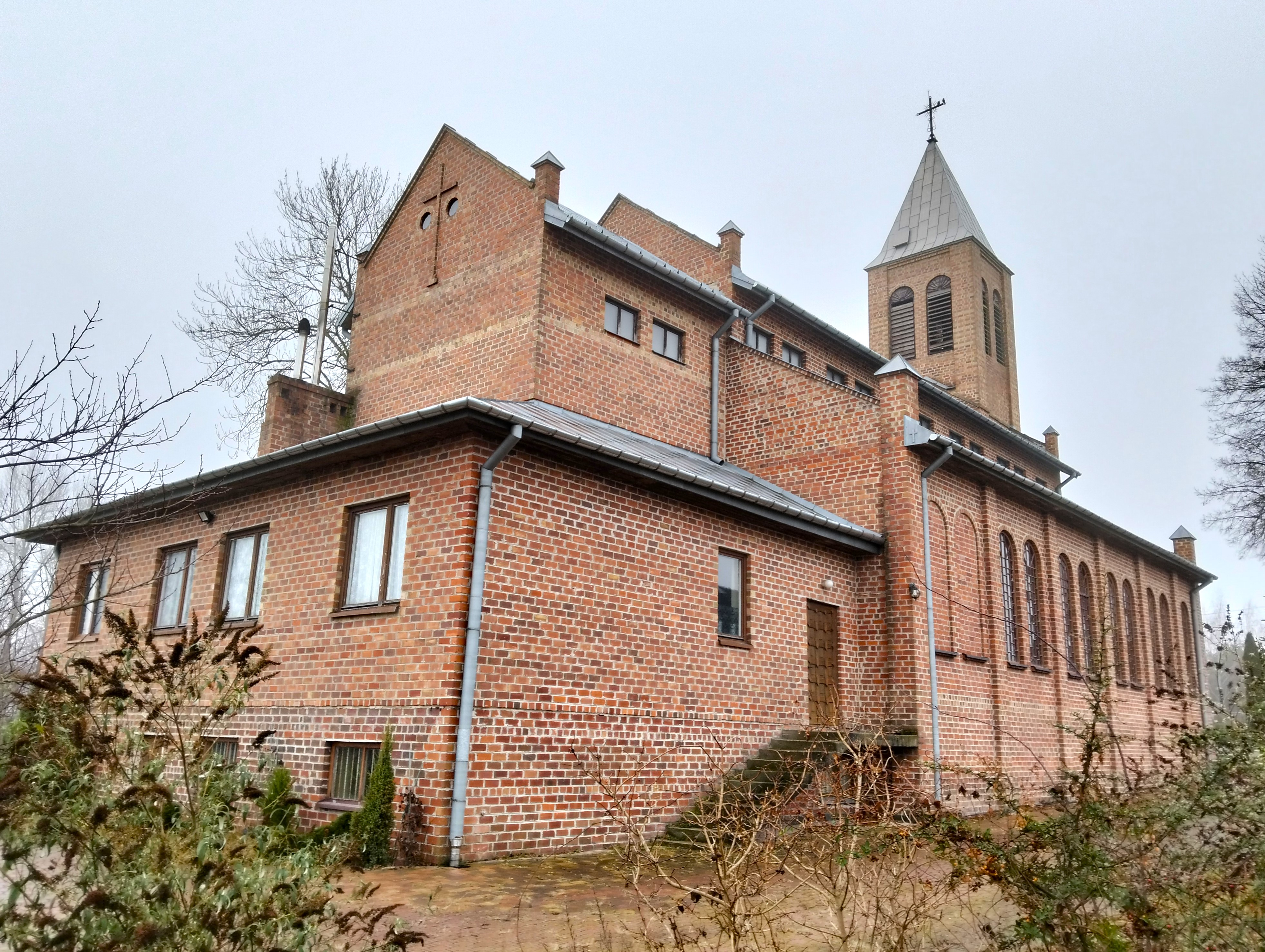
Widok od prezbiterium